# C1orf174
C1orf174 (англ. Chromosome 1 open reading frame 174) – білок, який кодується однойменним геном, розташованим у людей на 1-й хромосомі. Довжина поліпептидного ланцюга білка становить 243 амінокислот, а молекулярна маса — 25 977.
| 10         |  | 20         |  | 30         |  | 40         |  | 50         |
| ---------- |  | ---------- |  | ---------- |  | ---------- |  | ---------- |
| MRSRKLTGAV |  | RSSARLKARS |  | CSAARLASAQ |  | EVAGSTSAKT |  | ACLTSSSHKA |
| TDTRTSKKFK |  | CDKGHLVKSE |  | LQKLVPKNDS |  | ASLPKVTPET |  | PCENEFAEGS |
| ALLPGSEAGV |  | SVQQGAASLP |  | LGGCRVVSDS |  | RLAKTRDGLS |  | VPKHSAGSGA |
| EESNSSSTVQ |  | KQNEPGLQTE |  | DVQKPPLQMD |  | NSVFLDDDSN |  | QPMPVSRFFG |
| NVELMQDLPP |  | ASSSCPSMSR |  | REFRKMHFRA |  | KDDDDDDDDD |  | AEM        |

A: Аланін

C: Цистеїн

D: Аспарагінова кислота

E: Глутамінова кислота

F: Фенілаланін

G: Гліцин

H: Гістидин

K: Лізин

L: Лейцин

M: Метіонін

N: Аспарагін

P: Пролін

Q: Глутамін

R: Аргінін

S: Серин

T: Треонін

Кодований геном білок за функцією належить до фосфопротеїнів. 
Локалізований у ядрі.